# Марківський водоспад
Маркі́вський водоспа́д — водоспад в Українських Карпатах, на північній околиці масиву Покутсько-Буковинські Карпати. Розташований у межах Коломийського району Івано-Франківської області, на захід від села Марківка. 
Водоспад розташований на струмку Пісківці (ліва притока Сопівки), серед північних схилів гори Варатик, в місці, де потік перетинає скельне урвище. Вода майже прямовисно падає з висоти бл. 6-7 м. Водоспад особливо мальовничий після рясних дощів. Від галявини, яку місцеві жителі називають "естакадою" (західна околиця Марківки), до водоспаду веде маркована стежка протяжністю бл. 1 км. 
За 200 метрів вище, на цьому ж потоці, розташований водоспад Марківський Верхній (3 м).

## Світлини та відео

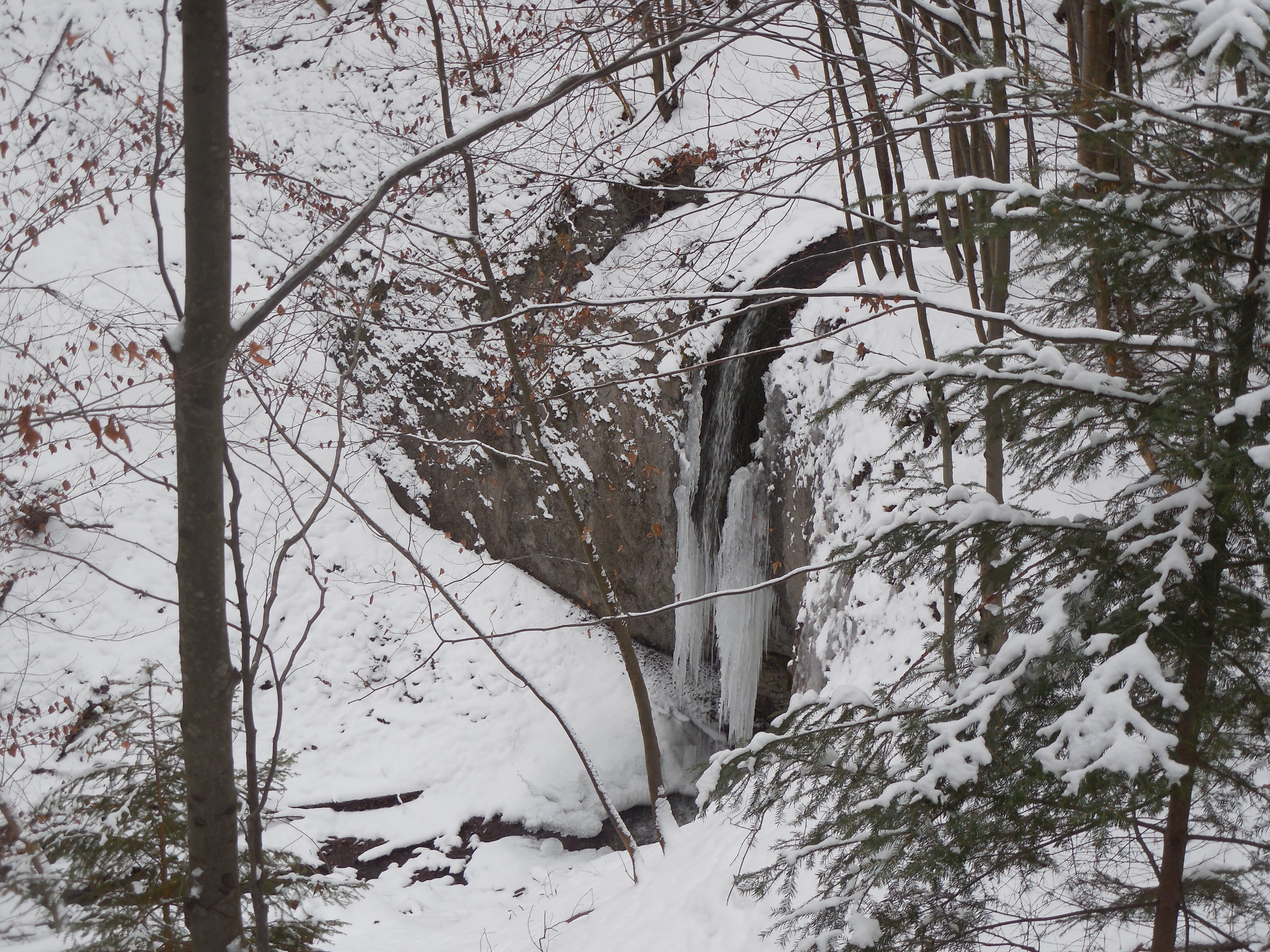
Водоспад взимку
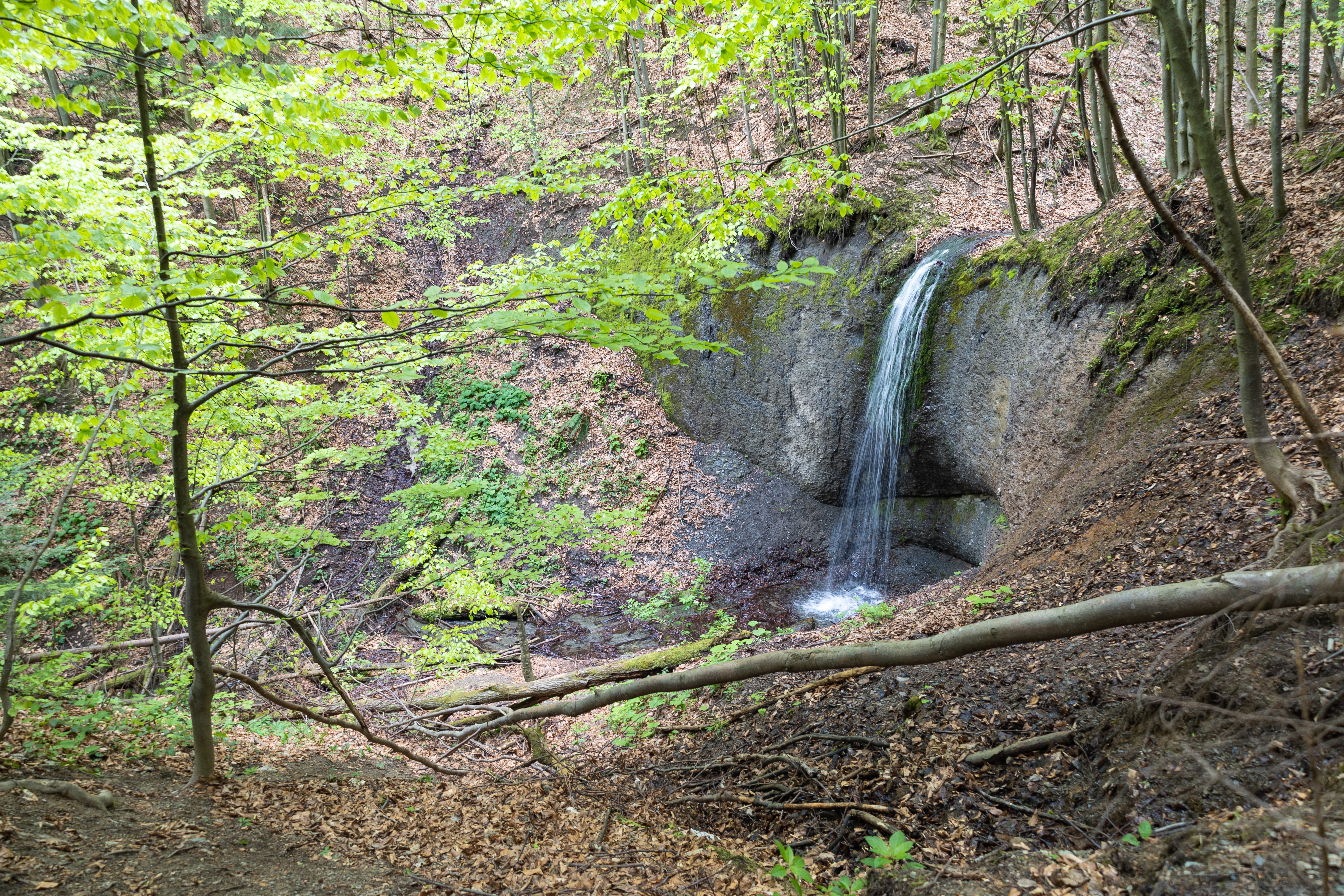
Водоспад влітку
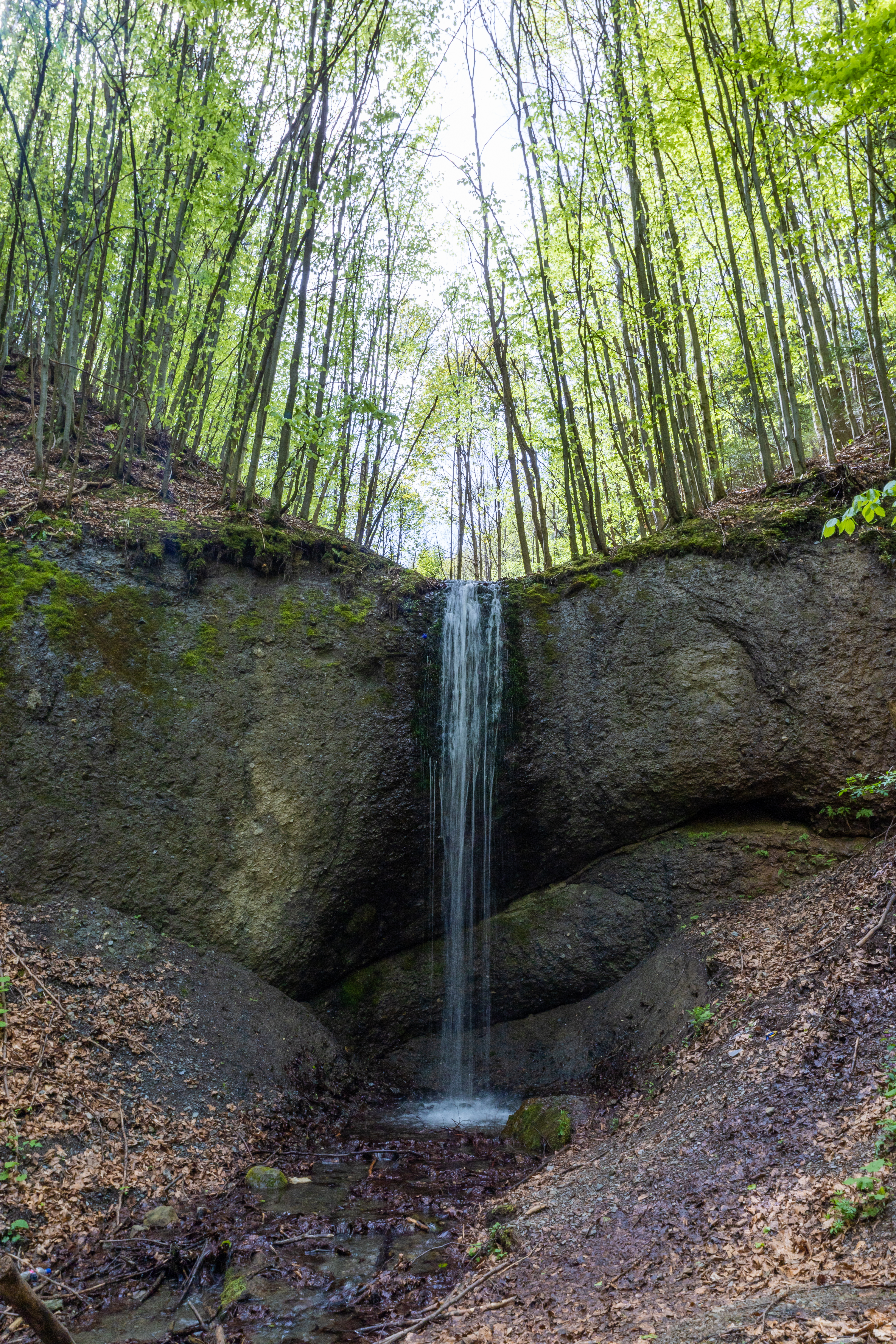
Водоспад спереду
- Відео водоспаду